# Mohammad Khatami
Seyyed  Hojatoleslam Mohammad Khatami (persisk: سید محمد خاتمی, født 14. oktober 1943 i Ardakan i provinsen Yazd-provinsen) er en iransk akademiker og politiker. Han var Irans præsident fra 1997 til 2005. Han er søn af Ayatollah Ruhollah Khatami. Mohammad Khatami blev gift med Zohreh Sadeghi i 1974 og sammen har de to døtre og en søn, Leila, som er født i 1975, Narges i 1981 og Emad i 1989. Efter hans præsidentperiode oprettede han i 2005 et institut for dialog mellem civilisationer i Teheran. Han er stadig leder for instituttet.
Khatami har en bachelorgrad i vestlig filosofi fra Isfahan universitet, men forlod derefter en igangværende uddannelse i uddannelsesvidenskab på Teheran Universitet, for i 1961 at drage til Qom, hvor han genoptog et tidligere påbegyndt studium i islam ( Itjihad, praktisering af religiøst lederskab). Efter syv år senere at have færdiggjort sine studier, forlod han Iran og blev leder af det islamiske center i Hamburg. Dér blev han indtil den islamiske revolution i Iran.
Khatami taler foruden sit modersmål persisk også arabisk og en smule engelsk og tysk.
Han har skrevet en snes bøger, bl.a. Frygten for bølgen fra 1993 og Fra byens verden til verdens by fra 1994.
Før Khatami blev valgt til præsident, havde han siddet i parlamentet fra 1980 til 1982. Han havde også ledet Kayan Instituttet, været minister for kultur og islamisk retledning (1982 til 1986 og en anden periode fra 1989 til 24. maj 1992), samt været leder af Irans Nationalbibliotek fra 1992 til 1997 og medlem af det øverste råd for kulturel revolution. Derudover er Khatami medlem af de militante præsters sammenslutning.
Khatami blev valgt som Irans 5. præsident den 23. maj 1997 med 69% af stemmerne (90% af de stemmeberettigede stemte). Han blev genvalgt den 8. juni 2001 med 77% af stemmerne (69% af de stemmeberettigede stemte), selv om vælgerne i stigende grad var utilfredse med, at de forventede reformer udeblev. Den karismatiske Khatami nød stor støtte blandt kvinder og studenter, der i særlig grad forventede, at han ville forbedre deres vilkår.
Præsident Khatami betegnes ofte som en "reformvenlig" præsident, men hans idealer og politik havde ikke den nødvendige rygdækning hos de egentlige magthavere i Iran, den religiøse leder, ayatollah Ali Khamenei, og det konservativt dominerede Vogternes Råd. Det ændredes ikke, da parlamentet i 2000 fik et helt dominerende flertal af reformister. Tværtimod måtte han gang på gang gennemgå store ydmygelser, når reformpolitikere blev sat fra embedet, fængslet, retsforfulgt og dømt, aviser lukket, studenterdemonstrationer slået ned med hård hånd osv.
På den internationale scene vakte hans tanker om dialog mellem civilisationer, som han især fremførte i de første år i præsidentembedet, til at begynde med håb om normalisering af forholdene mellem Iran og den vestlige verden, især USA, men også dette håb skuffedes.

## I årstal
1943: Mohammad Khatami fødes i byen Ardakan

1961: Han drager til Qom for at gennemføre et studie i praktisering af islamisk lederskab (Itjihad).

1974: Khatami gifter sig med Zohreh Sadeghi

1980: Han vælges til repræsentant i parlamentet og sidder der til 1982

1982: Minister for kultur og islamisk retledning til 1986

1989: For anden gang minister for kultur og islamisk vejledning til 1992

1992: Valgt ind i det øverste råd for den kulturelle revolution til 1997

1993: Udgiver bogen Frygten for bølgen.

1994: Udgiver bogen Fra byens verden til verdens by.

1997: Valgt til præsident med 69% af stemmerne. 90% stemte.

2000: Khatamis reformfløj vinder 226 af parlamentets 290 pladser.

2001: Han genvælges med 77% af stemmerne. 69% stemte.

2005: Leder af institut for dialog mellem civilisationer, Teheran